# Luka Grubor
Luka Grubor, né le 27 décembre 1973 à Zagreb en Croatie, est un rameur d'aviron britannique. Il représente la Yougoslavie puis la Croatie lors de trois Championnats du monde avant d'émigrer vers le Royaume-Uni qu'il représente lors des Jeux olympiques d'été de 2000.

## Carrière
Luka Grubor participe aux Jeux olympiques de 2000 à Sydney et remporte la médaille d'or avec le huit  britannique composé de Ben Hunt-Davis, Simon Dennis, Louis Attrill, Andrew Lindsay, Kieran West, Fred Scarlett, Steve Trapmore et Rowley Douglas.